# Port lotniczy Lambasa
Port lotniczy Lambasa (IATA: LBS, ICAO: NFNL) – port lotniczy położony w mieście Labasa (Lambasa). Jest czwartym co do wielkości portem lotniczym na Fidżi.

## Linie lotnicze i połączenia
- Air Fiji (Nadi, Suva)
- Air Pacific (Nadi, Suva)